# USA i olympiska sommarspelen 1988
USA deltog i de olympiska sommarspelen 1988 med en trupp bestående av 527 deltagare, och totalt tog USA 94 medaljer. Sprintern Evelyn Ashford var fanbärare vid öppningsceremonin.

## Basket
Herrar
Gruppspel
| Nr | Lag       | S | V | O | F | GM  | IM  | MS   | P  |
| -- | --------- | - | - | - | - | --- | --- | ---- | -- |
| 1  | USA       | 5 | 5 | 0 | 0 | 485 | 302 | +183 | 10 |
| 2  | Spanien   | 5 | 4 | 0 | 1 | 484 | 435 | +49  | 9  |
| 3  | Brasilien | 5 | 3 | 0 | 2 | 590 | 522 | +68  | 8  |
| 4  | Kanada    | 5 | 2 | 0 | 3 | 479 | 455 | +24  | 7  |
| 5  | Kina      | 5 | 1 | 0 | 4 | 433 | 527 | −94  | 6  |
| 6  | Egypten   | 5 | 0 | 0 | 5 | 338 | 568 | −230 | 5  |

Slutspel
|  | Kvartsfinaler (26 september) | Kvartsfinaler (26 september) | Kvartsfinaler (26 september) |               |               | Semifinaler (28 september) | Semifinaler (28 september) | Semifinaler (28 september) |                           |                           | Final (30 september)      | Final (30 september)      | Final (30 september) |
|  |                              |                              |                              |               |               |                            |                            |                            |                           |                           |                           |                           |                      |
|  | A1                           | Jugoslavien                  | 95                           |               |               |                            |                            |                            |                           |                           |                           |                           |                      |
|  | B4                           | Kanada                       | 73                           |               |               |                            |                            |                            |                           |                           |                           |                           |                      |
|  | B4                           | Kanada                       | 73                           |               | A1            | Jugoslavien                | 91                         |                            |                           |                           |                           |                           |                      |
|  |                              |                              |                              |               | A1            | Jugoslavien                | 91                         |                            |                           |                           |                           |                           |                      |
|  |                              | A3                           | Australien                   | 70            |               |                            |                            |                            |                           |                           |                           |                           |                      |
|  | B2                           | A3                           | Australien                   | 70            | Spanien       | 74                         |                            |                            |                           |                           |                           |                           |                      |
|  | B2                           |                              |                              |               | Spanien       | 74                         |                            |                            |                           |                           |                           |                           |                      |
|  | A3                           | Australien                   | 77                           |               |               |                            |                            |                            |                           |                           |                           |                           |                      |
|  |                              |                              |                              |               |               |                            |                            |                            |                           |                           | A1                        | Jugoslavien               | 63                   |
|  |                              |                              | A2                           | Sovjetunionen | 76            |                            |                            |                            |                           |                           |                           |                           |                      |
|  | B1                           | USA                          | 94                           |               |               |                            |                            |                            |                           |                           |                           |                           |                      |
|  | A4                           | Puerto Rico                  | 57                           |               |               |                            |                            |                            |                           |                           |                           |                           |                      |
|  | A4                           | Puerto Rico                  | 57                           |               | B1            | USA                        | 76                         |                            | Bronsmatch (29 september) | Bronsmatch (29 september) | Bronsmatch (29 september) | Bronsmatch (29 september) |                      |
|  |                              |                              |                              |               | B1            | USA                        | 76                         |                            | Bronsmatch (29 september) | Bronsmatch (29 september) | Bronsmatch (29 september) | Bronsmatch (29 september) |                      |
|  |                              | A2                           | Sovjetunionen                | 82            |               |                            |                            |                            |                           |                           |                           |                           |                      |
|  | A2                           | A2                           | Sovjetunionen                | 82            | Sovjetunionen | 110                        |                            | A3                         | Australien                | 49                        |                           |                           |                      |
|  | A2                           |                              |                              |               | Sovjetunionen | 110                        |                            | A3                         | Australien                | 49                        |                           |                           |                      |
|  | B3                           | Brasilien                    | 105                          |               |               |                            |                            |                            |                           |                           | B1                        | USA                       | 78                   |

Damer
Gruppspel
| Lag             | V | F | PF  | PA  | PD  | Poäng | Tie |
| --------------- | - | - | --- | --- | --- | ----- | --- |
| USA             | 3 | 0 | 282 | 234 | +48 | 6     |     |
| Jugoslavien     | 2 | 1 | 199 | 211 | −12 | 5     |     |
| Kina            | 1 | 2 | 200 | 214 | −14 | 4     |     |
| Tjeckoslovakien | 0 | 3 | 202 | 224 | −22 | 3     |     |

Slutspel
|  | Semifinaler (27 september) | Semifinaler (27 september) | Semifinaler (27 september) |  |  | Final (29 september)      | Final (29 september)      | Final (29 september)      |
|  |                            |                            |                            |  |  |                           |                           |                           |
|  | A1                         | Australien                 | 56                         |  |  |                           |                           |                           |
|  | B2                         | Jugoslavien                | 57                         |  |  |                           |                           |                           |
|  |                            |                            |                            |  |  | B2                        | Jugoslavien               | 70                        |
|  |                            |                            |                            |  |  | B1                        | USA                       | 77                        |
|  | B1                         | USA                        | 102                        |  |  |                           |                           |                           |
|  | A2                         | Sovjetunionen              | 88                         |  |  | Bronsmatch (28 september) | Bronsmatch (28 september) | Bronsmatch (28 september) |
|  |                            |                            |                            |  |  |                           |                           |                           |
|  |                            |                            |                            |  |  | A1                        | Australien                | 53                        |
|  |                            |                            |                            |  |  | A2                        | Sovjetunionen             | 68                        |

## Boxning
Lätt flugvikt
- Michael Carbajal →  Silver
  - Första omgången — Bye
  - Andra omgången — Besegrade Kwang-So Oh (KOR), 3:2
  - Tredje omgången — Besegrade Hien Dang Hieu (VIE), RSC-1
  - Kvartsfinal — Besegrade Robert Olsen (CAN), 5:0
  - Semifinal — Besegrade Róbert Isaszegi (HUN), 4:1
  - Final — Förlorade mot Ivailo Marinov Khristov (BUL), 0:5

Flugvikt
- Arthur Johnson
  - Första omgången — Besegrade Andrea Mannai (ITA), 5:0
  - Andra omgången — Besegrade Bishnu Bahadur Singh (NEP), RSC-2
  - Tredje omgången — Förlorade mot Kim Kwang-Sun (KOR), 0:5

Bantamvikt
- Kennedy McKinney (→  Guld)
  - Första omgången — Bye
  - Andra omgången — Besegrade Erik Perez (GUY), RSC-1
  - Tredje omgången — Besegrade Shahuraj Birajdor (IND), walk-over
  - Kvartsfinal — Besegrade Stephen Mwema (KEN), 5:0
  - Semifinal — Besegrade Phajol Moolsan (THA), RSC-1
  - Final — Besegrade Aleksandar Khristov (BUL), 5:0

Fjädervikt
- Kelcie Banks
  - Första omgången — Förlorade mot Regilio Tuur (HOL) på knock-out

Lättvikt
- Romallis Ellis (→  Bronze Medal)
  - Första omgången — Bye
  - Andra omgången — Besegrade Lee Kang-Su (KOR), 5:0
  - Tredje omgången — Besegrade Kassim Traoré (MLI), RSC-2
  - Kvartsfinal — Besegrade Emil Chuprenski (BUL), 3:2
  - Semifinal — Förlorade mot Andreas Zülow (GDR), 0:5

Lätt weltervikt
- Todd Foster
  - Första omgången — Bye
  - Andra omgången — Besegrade Kampompo Miango (ZAI), KO-2
  - Tredje omgången — Besegrade Chun Jil-Chun (KOR), KO-2
  - Kvartsfinal — Förlorade mot Grahame Cheney (AUS), 2:3

Weltervikt
- Kenneth Gould (→  Brons)
  - Första omgången — Besegrade Joseph Marwa (TNZ), 4:1
  - Andra omgången — Besegrade Alfred Addo Ankamah (GHA), 5:0
  - Tredje omgången — Besegrade Maselino Francis Masoe (ASA), 5:0
  - Kvartsfinal — Besegrade Joni Nyman (FIN), 5:0
  - Semifinal — Förlorade mot Laurent Boudouani (FRA), 1:4

Lätt mellanvikt
- Roy Jones Jr. (→  Silver)
  - Första omgången — Bye
  - Andra omgången — Besegrade M'tendere Makalamba (MLW), KO-1
  - Tredje omgången — Besegrade Michal Franek (CZE), 5:0
  - Kvartsfinal — Besegrade Yevgeni Zaytsev (URS), 5:0
  - Semifinal — Besegrade Richard Woodhall (GBR), 5:0
  - Final — Förlorade mot Park Si-Hun (KOR), 2:3

Mellanvikt
- Anthony Hembrick
  - Första omgången — Bye
  - Andra omgången — Förlorade mot Ha Jong-Ho (KOR), walk-over

Lätt tungvikt
- Andrew Maynard (→  Guld)
  - Första omgången — Bye
  - Andra omgången — Besegrade Mikaele Masoe (ASA), RSC-2
  - Kvartsfinal — Besegrade Lajos Eros (HUN), 5:0
  - Semifinal — Besegrade Henryk Petrich (POL), AB-3
  - Final — Besegrade Nuramgomed Shanavazov (URS), 5:0

Tungvikt
- Ray Mercer (→  Guld)
  - Första omgången — Bye
  - Andra omgången — Besegrade Rudolf Gavenčiak (CZE), RSC-3
  - Kvartsfinal — Besegrade Luigi Gaudiano (ITA), KO-1
  - Semifinal — Besegrade Arnold Vanderlyde (HOL), RSC-2
  - Final — Besegrade Baik Hyun-Man (KOR), KO-1

Supertungvikt
- Riddick Bowe (→  Silver)
  - Första omgången — Bye
  - Andra omgången — Besegrade Ikonomonya Botowamungu (AUT), KO-2
  - Kvartsfinal — Besegrade Peter Hrivnák (CZE), RSC-1
  - Semifinal — Besegrade Aleksandr Miroshnichenko (URS), 5:0
  - Final — Förlorade mot Lennox Lewis (CAN), RSC-2

## Bågskytte
Damernas individuella
- Melanie Skillman — Åttondelsfinal (→ 10th place)
- Denise Parker — Sextondelsfinal (→ 21st place)
- Debra Ochs — Inledande omgång (→ 26th place)

Herrarnas individuella
- Jay Barrs — Final (→  Guld)
- Richard McKinney — Kvartsfinal (→ 6:e plats)
- Darrell Pace — Åttondelsfinal (→ 9:e plats)

Damernas lagtävling
- Skillman, Parker och Ochs — Bronsmatch (→  Brons)

Herrarnas lagtävling
- Barrs, McKinney och Pace — Final (→  Silver)

## Cykling
Damernas linjelopp
- Inga Benedict-Thompson — 2:00:52 (→ 8:e plats)
- Bunki Bankaitis-Davis — 2:00:52 (→ 14:e plats)
- Sally Zack — 2:00:52 (→ 16:e plats)

## Fotboll
Gruppspel
| Rank | Lag           | Spelade | Vinster | Oavgjorda | Förluster | Gjorda mål | Insläppta mål | Poäng |  | Sovjetunionen | Argentina | Sydkorea | USA |
| ---- | ------------- | ------- | ------- | --------- | --------- | ---------- | ------------- | ----- |  | ------------- | --------- | -------- | --- |
| 1.   | Sovjetunionen | 3       | 2       | 1         | 0         | 6          | 3             | 5     |  | X             | 2:1       | 0:0      | 4:2 |
| 2.   | Argentina     | 3       | 1       | 1         | 1         | 4          | 4             | 3     |  | 1:2           | X         | 2:1      | 1:1 |
| 3.   | Sydkorea      | 3       | 0       | 2         | 1         | 1          | 2             | 2     |  | 0:0           | 1:2       | X        | 0:0 |
| 4.   | USA           | 3       | 0       | 2         | 1         | 3          | 5             | 2     |  | 2:4           | 1:1       | 0:0      | X   |

## Friidrott
Herrarnas 100 meter
- Carl Lewis
  - Heat — 10,14s
  - Semifinal — 9,97s
  - Final — 9,92s (→  Guld)

- Calvin Smith
  - Heat — 10,28
  - Semifinal — 10,15s
  - Final — 9,99s (→  Brons)

- Dennis Mitchell
  - Heat — 10,37
  - Semifinal — 10,23s
  - Final — 10,04s (→ 4:e plats)

Herrarnas 200 meter
- Joe DeLoach
  - Heat — 20,56s
  - Semifinal — 20,06s
  - Final — 19,75s (→  Guld)

- Carl Lewis
  - Heat — 20,57s
  - Semifinal — 20,23s
  - Final — 19,79s (→  Silver)

- Roy Martin
  - Heat — 20,54s
  - Semifinal — 20,62s (→ gick inte vidare)

Herrarnas 400 meter
- Steve Lewis
  - Heat — 44,41s
  - Semifinal — 44,35s
  - Final — 43,87s (→  Guld)

- Butch Reynolds
  - Heat — 44,46s
  - Semifinal — 44,33s
  - Final — 43,93s (→  Silver)

- Danny Everett
  - Heat — 44,83s
  - Semifinal — 44,36s
  - Final — 44,09s (→  Brons)

Herrarnas 800 meter
- Johnny Gray
  - Heat — 1:48,83
  - Semifinal — 1:45,04
  - Final — 1:44,80 (→ 5:e plats)

- Mark Everett
  - Heat — 1:49,86 (→ gick inte vidare)

Herrarnas 1 500 meter
- Steve Scott
  - Heat — 3:41,57
  - Semifinal — 3:38,20
  - Final — 3:36,99 (→ 5:e plats)

- Jeff Atkinson
  - Heat — 3:38,33
  - Semifinal — 3:39,12
  - Final — 3:40,80 (→ 10:e plats)

- Mark Deady
  - Heat — 3:41,91
  - Semifinal — 3:48,03 (→ gick inte vidare)

Herrarnas 5 000 meter
- Sydney Maree
  - Heat — 13:47,85
  - Semifinal — 13:22,61
  - Final — 13:23,69 (→ 5:e plats)

- Doug Padilla
  - Heat — 13:58,45
  - Semifinal — 13:37,11 (→ gick inte vidare)

- Terry Brahm
  - Heat — 14:37,98
  - Semifinal — 14:04,12 (→ gick inte vidare)

Herrarnas 10 000 meter
- Bruce Bickford
  - Första omgången — 28:16,16
  - Final — 29:09,74 (→ 18:e plats)

- Pat Porter
  - Första omgången — 28:45,04 (→ gick inte vidare)

- Steve Plasencia
  - Första omgången — fullföljde inte (→ ingen notering)

Herrarnas 4 x 100 meter stafett
- Dennis Mitchell, Albert Robinson, Calvin Smith och Lee McNeill
  - Heat — DSQ (→ gick inte vidare)

Herrarnas 4 x 400 meter stafett
- Andrew Valmon, Kevin Robinzine, Antonio McKay och Steve Lewis
  - Heat — 3:02,16
  - Semifinal — 3:02,84
- Danny Everett, Steve Lewis, Kevin Robinzine och Butch Reynolds
  - Final — 2:56,16 (→  Guld)

Herrarnas maraton
- Pete Pfitzinger
  - Final — 2"14:44 (→ 14:e plats)

- Ed Eyestone
  - Final — 2"19:09 (→ 29:e plats)

Herrarnas 3 000 meter hinder
- Henry Marsh
  - Heat — 8:33,89
  - Semifinal — 8:18,94
  - Final — 8:14,39 (→ 6:e plats)

- Brian Diemer
  - Heat — 8:38,40
  - Semifinal — 8:23,89 (→ gick inte vidare)

- Brian Abshire
  - Heat — 8:36,56
  - Semifinal — 8:27,78 (→ gick inte vidare)

Herrarnas höjdhopp
- Hollis Conway
  - Kval — 2,28m
  - Final — 2,36m (→  Silver)

- Jim Howard
  - Kval — 2,25m
  - Final — 2,31m (→ 10:e plats)

- Brian Stanton
  - Kval — 2,25m
  - Final — 2,31m (→ 11:e plats)

Herrarnas längdhopp
- Carl Lewis
  - Kval — 8,08m
  - Final — 8,73m (→  Guld)

- Mike Powell
  - Kval — 8,34m
  - Final — 8,49m (→  Silver)

- Larry Myricks
  - Kval — 8,19m
  - Final — 8,27m (→  Brons)

Herrarnas släggkastning
- Lance Deal
  - Kval — 73,66m (→ gick inte vidare)

- Kenneth Flax
  - Kval — 72,70m (→ gick inte vidare)

- Jud Logan
  - Kval — 72,64m (→ gick inte vidare)

Herrarnas kulstötning
- Randy Barnes
  - Kval — 20,83m
  - Final — 22,39m (→  Silver)

- Gregg Tafralis
  - Kval — 19,71m
  - Final — 20,16m (→ 9:e plats)

- Jim Doehring
  - Kval — 19,73m
  - Final — 19,27 (→ 11:e plats)

Herrarnas diskuskastning
- Mac Wilkins
  - Kval — 62,48m
  - Final — 65,90m (→ 5:e plats)

- Mike Buncic
  - Kval — 63,16m
  - Final — 62,46m (→ 10:e plats)

- Randy Heisler
  - Kval — 59,08m (→ gick inte vidare)

Herrarnas spjutkastning
- Tom Petranoff
  - Kval — 77,48m (→ gick inte vidare)

- Brian Crouser
  - Kval — 72,72m (→ gick inte vidare)

- Dave Stephens
  - Kval — 78,42m (→ gick inte vidare)

Herrarnas tiokamp
- Tim Bright — 8216 poäng (→ 7:e plats)
  - 100 meter — 11,18s
  - Längd — 7,05m
  - Kula — 14,12m
  - Höjd — 2,06m
  - 400 meter — 49,34s
  - 110m häck — 14,39s
  - Diskus — 41,68m
  - Stav — 5,70m
  - Spjut — 61,60m
  - 1 500 meter — 4:51,20s

- David Johnson — 8180 poäng (→ 9:e plats)
  - 100 meter — 11,15s
  - Längd — 7,12m
  - Kula — 14,52m
  - Höjd — 2,03m
  - 400 meter — 49,15s
  - 110m häck — 14,66s
  - Diskus — 42,36m
  - Kula — 4,90m
  - Spjut — 66,46m
  - 1 500 meter — 4:29,62s

Herrarnas 50 kilometer gång
- Marco Evoniuk
  - Final — 3'56:55 (→ 22nd place)

- Carl Schueler
  - Final — 3'57:44 (→ 23rd place)

- Andrew Kaestner
  - Final — 4'12:49 (→ 34:e plats)

Damernas 100 meter
- Florence Griffith-Joyner
  - Final – 10,54 (→  Guld)
- Evelyn Ashford
  - Final – 10,83 (→  Silver)

Damernas 4 x 100 meter stafett
- Alice Brown, Sheila Echols, Florence Griffith-Joyner och Evelyn Ashford
  - Final – 41,98 (→  Guld)

Damernas 4 x 400 meter stafett
- Lillie Leatherwood, Sherri Howard, Denean Howard och Diane Dixon
  - Heat — 3:25,86
- Denean Howard, Diane Dixon, Valerie Brisco-Hooks och Florence Griffith-Joyner
  - Final — 3:15,51 (→  Silver)

Damernas maraton
- Nancy Ditz
  - Final — 2:33:42 (→ 17:e plats)

- Margaret Groos
  - Final — 2:40:59 (→ 39:e plats)

- Cathy O'Brien
  - Final — 2:41:04 (→ 40:e plats)

Damernas diskuskastning
- Carol Cady
  - Kval — 62,72m
  - Final — 63,42m (→ 11:e plats)

- Ramona Pagel
  - Kval — 57,50m (→ gick inte vidare)

- Connie Price
  - Kval — 57,04m (→ gick inte vidare)

Damernas spjutkastning
- Donna Mayhew
  - Kval — 63,24m
  - Final — 61,78m (→ 7:e plats)

- Lynda Sutfin
  - Kval — 56,12m (→ gick inte vidare)

- Karin Smith
  - Kval — 57,94m (→ gick inte vidare)

Damernas kulstötning
- Bonnie Dasse
  - Kval — 19,45m
  - Final — 17,60m (→ 12:e plats)

- Connie Price
  - Kval — 17,09m (→ gick inte vidare)

- Ramona Pagel
  - Kval — 18,55m (→ gick inte vidare)

Damernas sjukamp
- Jackie Joyner-Kersee
  - Slutligt resultat — 7291 poäng (→  Guld)

- Cindy Greiner
  - Slutligt resultat — 6297 poäng (→ 8:e plats)

- Wendy Brown
  - Slutligt resultat — 5972 poäng (→ 18:e plats)

## Fäktning
Herrarnas florett
- Peter Lewison
- Mike Marx
- Dave Littell

Herrarnas florett, lag
- Peter Lewison, Dave Littell, Mike Marx, Greg Massialas, George Nonomura

Herrarnas värja
- Stephen Trevor
- Rob Stull
- Robert Marx

Herrarnas värja, lag
- Robert Marx, Lee Shelley, Rob Stull, Stephen Trevor

Herrarnas sabel
- Steve Mormando
- Peter Westbrook
- Mike Lofton

Herrarnas sabel, lag
- Bob Cottingham, Paul Friedberg, Mike Lofton, Steve Mormando, Peter Westbrook

Damernas florett
- Caitlin Bilodeaux
- Sharon Monplaisir
- Mary O'Neill

Damernas florett, lag
- Caitlin Bilodeaux, Elaine Cheris, Sharon Monplaisir, Mary O'Neill, Molly Sullivan

## Handboll
Herrar
Gruppspel
|               | PLD: | W: | D: | L: | F:  | A:  | Pts. |
| Sovjetunionen | 5    | 5  | 0  | 0  | 130 | 82  | 10   |
| Jugoslavien   | 5    | 3  | 1  | 1  | 116 | 109 | 7    |
| Sverige       | 5    | 3  | 0  | 2  | 106 | 91  | 6    |
| Island        | 5    | 2  | 1  | 2  | 96  | 102 | 5    |
| Algeriet      | 5    | 1  | 0  | 4  | 89  | 109 | 2    |
| USA           | 5    | 0  | 0  | 5  | 81  | 125 | 0    |

Damer
Gruppspel
|                 | PLD: | W: | D: | L: | F: | A: | Pts. |
| Sydkorea        | 3    | 2  | 0  | 1  | 76 | 67 | 4    |
| Jugoslavien     | 3    | 2  | 0  | 1  | 58 | 58 | 4    |
| Tjeckoslovakien | 3    | 2  | 0  | 1  | 81 | 69 | 4    |
| USA             | 3    | 0  | 0  | 3  | 55 | 76 | 0    |

## Landhockey
Damer
Gruppspel
| Lag            | Spelade | W | D | L | GF | GA | Poäng |
| -------------- | ------- | - | - | - | -- | -- | ----- |
| Nederländerna  | 3       | 3 | 0 | 0 | 9  | 2  | 6     |
| Storbritannien | 3       | 1 | 1 | 1 | 4  | 7  | 3     |
| Argentina      | 3       | 1 | 0 | 2 | 2  | 3  | 2     |
| USA            | 3       | 0 | 1 | 2 | 4  | 7  | 1     |

## Modern femkamp
Individuella tävlingen
- Robert Nieman — 5034 poäng (→ 18:e plats)
- Robert Stull — 4588 poäng (→ 49:e plats)
- Michael Gostigan — 4023 poäng (→ 60:e plats)

Lagtävlingen
- Nieman, Stull och Gostigan — 13645 poäng (→ 16:e plats)

## Tennis
Damsingel
- Chris Evert
  - Första omgången – Bye
  - Andra omgången – Besegrade Sandra Cecchini (Italien) 6-2 6-2
  - Tredje omgången – Förlorade mot Raffaella Reggi (Italien) 6-2 4-6 1-6

- Zina Garrison →  Brons
  - Första omgången – Bye
  - Andra omgången – Besegrade Claudia Hernandez-Salas (Mexiko) 6-1 6-4
  - Tredje omgången – Besegrade Barbara Paulus (Österrike) 7-5 6-2
  - Kvartsfinal – Besegrade Pam Shriver (USA) 6-2 6-3
  - Semifinal – Förlorade mot Steffi Graf (Västtyskland) 2-6 0-6

- Pam Shriver
  - Första omgången – Bye
  - Andra omgången – Besegrade Jill Hetherington (Kanada) 6-2 6-3
  - Tredje omgången – Besegrade Katerina Maleeva (Bulgarien) 6-3 3-6 6-2
  - Kvartsfinal – Förlorade mot Zina Garrison (USA) 2-6 3-6

Herrdubbel
- Ken Flach och Robert Seguso →  Guld
  - Första omgången – Besegrade Suharyadi Suharyadi och Donald Wailan-Walalangi (Indonesien) 6-3 6-1 7-5
  - Andra omgången – Besegrade Gábor Köves och László Markovits (Ungern) 6-4 6-4 6-4
  - Kvartsfinal – Besegrade Morten Christensen och Michael Tauson (Danmark) 6-4 7-5 6-2
  - Semifinal – Besegrade Miloslav Mečíř och Milan Šrejber (Tjeckoslovakien) 6-2 6-4 6-1
  - Final – Besegrade Emilio Sánchez och Sergio Casal (Spanien) 6-3 6-4 6-7 6-7 9-7